# Duplachionaspis cymbopogoni
Duplachionaspis cymbopogoni är en insektsart som beskrevs av Mamet 1959. Duplachionaspis cymbopogoni ingår i släktet Duplachionaspis och familjen pansarsköldlöss.
Artens utbredningsområde är Réunion. Inga underarter finns listade i Catalogue of Life.